# R U Mine?
R U Mine? is de eerste single van het vijfde studioalbum van de Arctic Monkeys, AM. De single werd uitgebracht als download in het Verenigd Koninkrijk op 27 februari 2012 en kwam uit op een 7"-vinyl op 21 april 2012 uit voor Record Store Day. Van de fysieke versie bestaan maar 1750 exemplaren.
Het nummer werd tijdens Eurosonic Noorderslag 2015 verkozen tot beste festivalnummer van 2014.